# Sakavaarbai
Sakavaarbai était l'épouse de Shivaji, fondateur de l'empire marathe en Inde.

## Biographie
Sakavaarbai s'est mariée à Shivaji en janvier 1656 et a donné naissance à une fille. Après la mort de Shivaji en 1680, elle voulut commettre le sati (pratique funéraire hindoue dans laquelle une veuve se sacrifie en s'asseyant au sommet du bûcher de son mari décédé) tout comme la troisième femme de son mari Putalabai (en), qui n'avait pas d'enfants, mais elle ne fut pas autorisée à le faire car elle avait une fille.